# Сбарра, Роберто
Роберто Хорхе Сбарра (исп. Roberto Jorge Sbarra; 8 августа 1912 — 21 февраля 2000), в некоторых источниках Роберто Хосе́ Сбарра (исп. Roberto José Sbarra) — аргентинский футболист, полузащитник. Брат футболистов Рауля и Дальфора Сбарры.

## Карьера
Роберто Сбарра начал карьеру в молодёжном составе клуба «Эстудиантес» в 1922 году. В 1931 году он был переведён в состав первой команды, где дебютировал 26 сентября в матче с «Тальересом» (4:4). 16 октября 1932 года Роберто сыграл единственный матч за сезон против «Архентинос Хуниорс» (4:2). 8 апреля 1934 года Сбарра забил первый гол за клуб, поразив ворота «Расинга» (2:0). С этого же сезона футболист стал твёрдым игроком основы клуба. Он был частью команды, нападение которой называли «Профессоры» (исп. «Los Profesores»). Там он выступал на протяжении 10 сезонов, сыграв в 180 матчах и забив 12 голов. Последнюю встречу за «Эстудиантес» Роберто сыграл 30 марта 1941 года с «Бокой Хуниорс» (1:2). Весной 1941 года Сбарра перешёл в клуб «Уракан». 13 апреля он дебютировал в составе команды в матче с «Ланусом» (4:2). 20 июля того же года он забил первый мяч за клуб, поразив ворота «Росарио Сентраль» и принеся победу своей команды (3:2). В этой команде Сбарра играл до 1945 года. 22 апреля Роберто провёл последнюю игру за «Уракан» против «Эстудиантеса» (1:4). Причиной завершения игровой карьеры футболиста стала травма. Всего за клуб он провёл 38 матчей и забил 2 гола.
В мае 1947 года Роберто стал главным тренером «Химнасии и Эсгримы». Именно Сбарра стал тем человеком, который привёл в клуб ветерана аргентинского футбола Антонио Састре. Они были давно знакомы, и Састре, возвратившийся на родину после выступлений в Бразилии решил навестить старого друга. И Сбарра уговорил его заключить ещё один последний игровой контракт. Так Састре сыграл сезон за «Химнасию». Сам клуб с ними во главе вышел из второго дивизиона в Примеру. В 1952 году Сбарра тренировал «Ланус». А годом позже являлся наставником «Эстудиантеса», который с ним вылетел во второй дивизион. По некоторым данным с 1956, по другим данным с 1957 года Сбарра работал главным тренером «Уракана».
В 1959 году Сбарра стал на пост главного тренера «Велес Сарсфилда». Клуб под его руководством занял 12-е место из 16-ти команд, выиграв лишь в шести матчах. В 1960 году Сбарра вместе с Гильермо Стабиле возглавили клуб «Индепендьенте». И они вместе привели команду к выигрышу чемпионата страны. Любопытно, что в некоторых источниках единственным главным тренером «Индепендьенте» образца 1960 года считают именно Сбарру, а Стабиле называют его ассистентом. Годом позже Роберто возглавил «Эстудиантес», однако после 18 тура был уволен, а его место занял Хуан Хосе Негри. В 1963 году Сбарра во второй раз возглавил «Велес Сарсфилд». И при нём клуб занял предпоследнее место в чемпионате.
Завершив карьеру в спорте, Сбарра стал журналистом. Он многие годы работал в отделе спортивной радиостанции «La Oral Deportiva». В 2013 году пресс-центр «Эстудиантеса» был назван в честь Роберто Сбарры.

## Статистика

### Клубная
| Сезон | Клуб        | Лига    | Чемпионат | Чемпионат |
| Сезон | Клуб        | Лига    | Игры      | Голы      |
| ----- | ----------- | ------- | --------- | --------- |
| 1931  | Эстудиантес | Примера | 1         | 0         |
| 1932  | Эстудиантес | Примера | 1         | 0         |
| 1933  | Эстудиантес | Примера | 6         | 0         |
| 1934  | Эстудиантес | Примера | 33        | 4         |
| 1935  | Эстудиантес | Примера | 31        | 3         |
| 1936  | Эстудиантес | Примера | 14        | 1         |
| 1937  | Эстудиантес | Примера | 25        | 3         |
| 1938  | Эстудиантес | Примера | 21        | 1         |
| 1939  | Эстудиантес | Примера | 31        | 0         |
| 1940  | Эстудиантес | Примера | 16        | 0         |
| 1941  | Эстудиантес | Примера | 1         | 0         |
| 1941  | Уракан      | Примера | 17        | 2         |
| 1942  | Уракан      | Примера | 4         | 0         |
| 1943  | Уракан      | Примера | 6         | 0         |
| 1944  | Уракан      | Примера | 10        | 0         |
| 1945  | Уракан      | Примера | 1         | 0         |

### Международная
| Матчи Роберто Сбарры за сборную Аргентины | Матчи Роберто Сбарры за сборную Аргентины | Матчи Роберто Сбарры за сборную Аргентины | Матчи Роберто Сбарры за сборную Аргентины | Матчи Роберто Сбарры за сборную Аргентины | Матчи Роберто Сбарры за сборную Аргентины | Матчи Роберто Сбарры за сборную Аргентины |
| ----------------------------------------- | ----------------------------------------- | ----------------------------------------- | ----------------------------------------- | ----------------------------------------- | ----------------------------------------- | ----------------------------------------- |
| №                                         | Дата                                      | Место проведения                          | Оппонент                                  | Счёт                                      | Голы                                      | Турнир                                    |
| 1                                         | 27 января 1935                            | Лима                                      | Уругвай                                   | 0:3                                       | —                                         | Чемпионат Южной Америки                   |
| 2                                         | 15 августа 1939                           | Асунсьон                                  | Парагвай                                  | 2:2                                       | —                                         | Кубок Шевалье Бутеля                      |
| 3                                         | 17 марта 1940                             | Буэнос-Айрес                              | Бразилия                                  | 5:1                                       | —                                         | Кубок Рока                                |
| 4                                         | 9 января 1941                             | Сантьяго                                  | Чили                                      | 5:2                                       | —                                         | Кубок президента Аргентины                |
| 5                                         | 19 января 1941                            | Лима                                      | Перу                                      | 1:1                                       | —                                         | Кубок Роке Саэнса Пеньи                   |
| 6                                         | 26 января 1941                            | Лима                                      | Перу                                      | 1:1                                       | —                                         | Кубок Роке Саэнса Пеньи                   |
| 7                                         | 29 января 1941                            | Лима                                      | Перу                                      | 3:0                                       | —                                         | Кубок Роке Саэнса Пеньи                   |
| 8                                         | 12 февраля 1941                           | Сантьяго                                  | Перу                                      | 2:1                                       | —                                         | Чемпионат Южной Америки                   |
| 9                                         | 16 февраля 1941                           | Сантьяго                                  | Эквадор                                   | 6:1                                       | —                                         | Чемпионат Южной Америки                   |
| 10                                        | 23 февраля 1941                           | Сантьяго                                  | Уругвай                                   | 1:0                                       | —                                         | Чемпионат Южной Америки                   |
| 11                                        | 4 марта 1941                              | Сантьяго                                  | Чили                                      | 1:0                                       | —                                         | Чемпионат Южной Америки                   |

## Достижения

### Как игрок
- Обладатель Кубка Шевалье Бутеля: 1939
- Обладатель Кубка Рока: 1940 (2)
- Обладатель Кубка президента Аргентины: 1941
- Чемпион Южной Америки: 1941

### Как тренер
- Чемпион Аргентины: 1960